# Pontes e Lacerda
Pontes e Lacerda é um município brasileiro do Estado de Mato Grosso. Localiza-se a 450 km de Cuiabá, a uma latitude 15º13'34" Sul e a uma longitude 59º20'07" Oeste, estando a uma altitude de 254 metros. Possui uma área de 8.545,292 km² e sua população, conforme estimativa do IBGE de 2024, é de 54 795 habitantes.

## História
Pontes e Lacerda localiza-se em uma área inicialmente habitada por indígenas Nambikwara, que foram massacrados pelos bandeirantes paulistas no século XVIII, pelos garimpeiros nos séculos XVIII-XIX e pelos madeireiros, seringueiros e grileiros no século XX. Os Nambikwara foram reduzidos pelo padre jesuíta Antônio Iasi Júnior, que buscou a criação da Terra Indígena Sararé, uma área de 67.420 hectares onde 71 indígenas vivem atualmente.
Em 1786, Antonio Pires da Silva Pontes e Francisco José de Lacerda e Almeida, dois cartógrafos e astrônomos formados pela Universidade de Coimbra, Portugal, esboçaram a primeira carta geográfica das bacias Amazônica e do Prata. Durante os levantamentos, Pontes e Lacerda passaram pela localidade, que recebeu esse nome em sua homenagem.
Em 1906, durante os levantamentos da Comissão de Linhas Telegráficas e Estratégicas de Mato Grosso ao Amazonas, mais conhecida como Comissão Rondon, foi construído o Posto Telegráfico (hoje restaurado). Esse foi o ponto de referência utilizado pelo governador do Estado, Pedro Celestino Correa da Costa, em 19 de julho de 1909, quando reservou 3.600 hectares para uma futura povoação. O primeiro morador de que se tem notícias foi Mariano Pires de Campos, sertanista, que chegou à localidade acompanhado de índígenas Pareci, em 1947, buscando Poaia (uma planta medicinal). Ele construiu um barraco ao lado da Estação Telegráfica, onde ficou abrigado.
Em 1954, o engenheiro Ariel e o picadeiro Jorge Lemes chegaram à localidade a serviço da Companhia Sul do Brasil, e passou a residir perto da Estação Telegráfica.
Em 1961, uma equipe do DNER e suas máquinas chegaram a Pontes e Lacerda para a construção da BR-174. Acamparam próximo à Estação Telegráfica porque precisavam se comunicar com Cáceres e Cuiabá. Depois que a rodovia estava concluída, o chefe de máquinas Dorvalino Moreno Gomes e o cozinheiro Manoel Basão, decidiram permanecer na localidade.
Em 1963, as famílias Freitas Azambuja e Fagundes da Costa chegaram a Pontes e Lacerda, e em 1965, os Barbosa e os Lemos. Todos vieram para abrir as matas e criar bovinos e cultivar  lavouras nas fazendas formadas. Em 1967, a Família Podolan de Campo Mourão-PR instalou uma serraria de grande porte e construiu cerca de 50 casas para seus funcionários. Também construíram abrigo dos departamentos administrativos, máquinas, caminhões e equipamentos. Surgiu, assim, um novo núcleo populacional, localizado a 2 km da estação telegráfica. No mesmo período, chegaram os Timóteo Rodriguez de Cáceres-MT, os Bronski Afonso de Campo Mourão-PR, os Moreira Gomes de Dias de Souza, e os Libório do leste de Minas Gerais.
Nos anos seguintes, continua a migração para suprir a mão-de-obra para as diversas atividades regionais: extração da madeira, lavouras, serrarias, estabelecimentos comerciais, serviços gerais etc. Em 1971, a extinta Companhia Desenvolvimento do Estado de Mato Grosso (CODEMAT) instalou um escritório no povoado para tratar a regularização fundiária urbana e rural. O responsável pelo estabelecimento era Moacir Ferreira da Silva.
Entre 1968 e 1978, chegam as famílias Francisco do Nascimento, Venâncio da Silva, Bento Neto, Reverdito, Mazui, Rodriguez, Queiróz da Silva, Rodrigues de Souza, Maldonado Roman, Gaspar, Ramos da Silva, Meira, Moura da Silva, Moralles, Alencar, Reis de Lima, Andrade, Rodrigues de Freitas, Garbim, Bezerra de Souza, Rangel Rolim, Souza Leandro, Batista, Euclides Chaves, Nogueira de Abreu, Rosa de Queiróz, Mazetti, Justino do Nascimento, Fernandes de Lima, Andrelino de Souza, Soares Dias, Antunes de Moraes, Carneiro, Tejada, Gajardoni e muitas outras, aumentando significativamente a população local.
Até 1976, Pontes e Lacerda era apenas um povoado pertencente ao município de Vila Bela da Santíssima Trindade, quando tornou-se um distrito desta naquele ano, através da Lei Estadual 3.813. Em 1977 é construído e inaugurado o hospital da Fundação Médica Assistencial do Trabalhador Rural de Pontes e Lacerda, tendo como médicos os Doutores Dauri Alves Mariano, Rubens Alves de Abreu e Carlos Alberto de Carvalho. Ainda em 1977 é inaugurada a primeira agência bancaria do extinto Banco Financial, tendo como gerente o Senhor Sebastião Procópio, chegando a cidade com esposa e família.
Em 1978, chegaram para nele trabalhar os médicos Dr. José Inácio Ribeiro e Dr. Gustavo Henrique Alves e as auxiliares de enfermagem Maria do Socorro e Maria dos Remédios.
Em 1979, foi criado o município de Pontes e Lacerda, incorporando parte do território de Vila Bela da Santíssima Trindade.

## Geografia

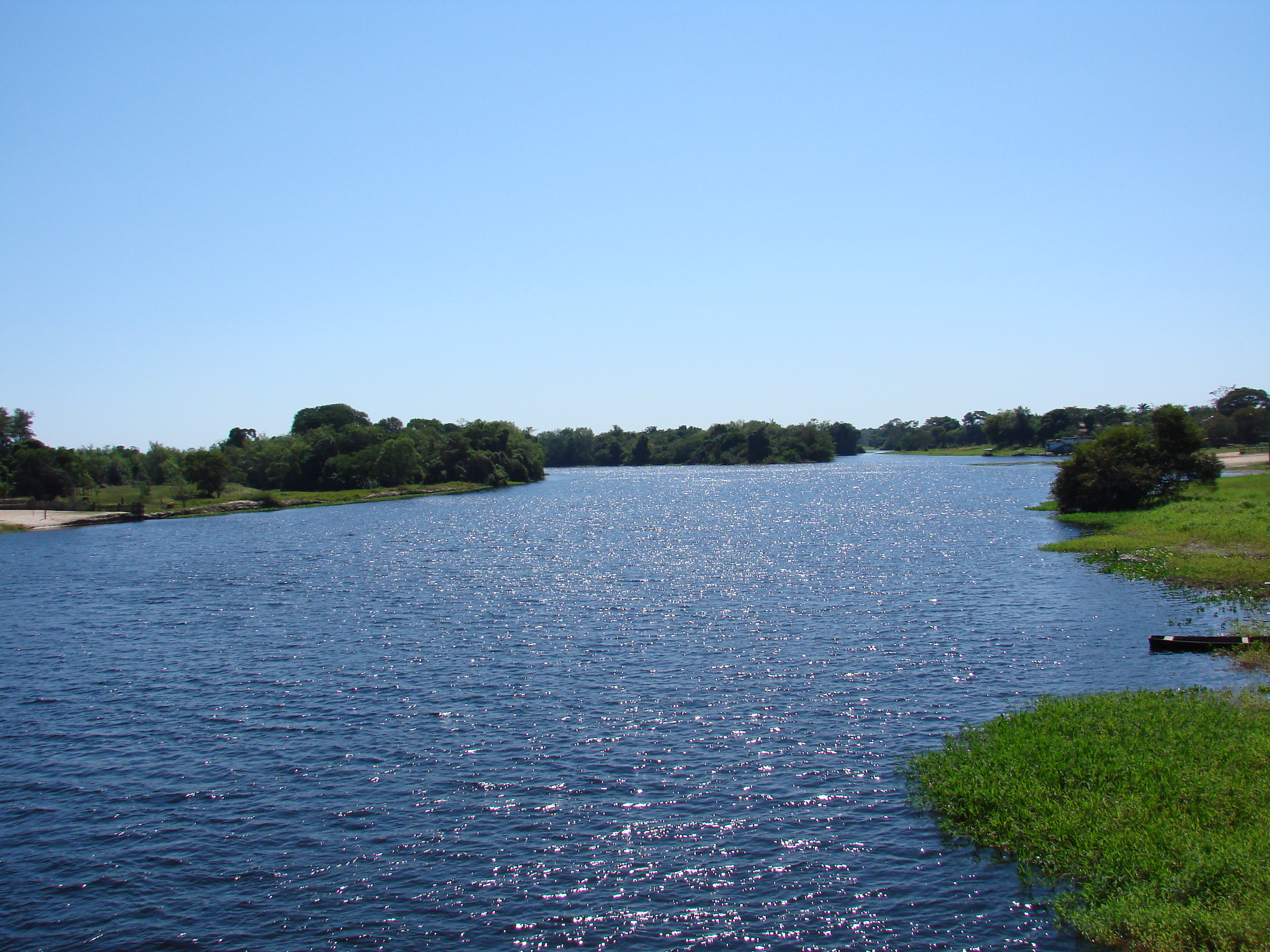
margens do Rio Guaporé

O município de Pontes e Lacerda faz divisa com Conquista D'Oeste (a norte), Vale de São Domingos (a norte e a leste), Vila Bela da Santíssima Trindade (a sul e a oeste) e Porto Esperidião (a sul e a leste).
O território do município é caracterizado por planícies, o Planalto do Parecis, a Depressão do Guaporé e o Pantanal do Alto Guaporé. A região compõe o Vale do Guaporé, que é uma área de transição entre a Floresta Amazônica e o Cerrado. Os solos mais encontrados no território são o latossolo e o podzólico. A formação vegetal característica é de Floresta Estacional Semidecidual e de Cerrado. Ficam em Pontes e Lacerda a maior parte do Parque Estadual Serra de Santa Bárbara (onde se situa o ponto mais alto do MT) e o Rio Guaporé (parte da Bacia Amazônica).
O relevo local foi fortemente modificado pela atuação do garimpo.
O clima é tropical úmido, com estação chuvosa e inverno seco. A temperatura média é de 25°C e a precipitação média é de 1500 mm. Desde janeiro de 2008, a menor temperatura foi de 7,2 °C (em 19 de julho de 2012) e a maior foi de 40,6 °C (em 2, 3 e 18 de setembro de 2015), a maior precipitação em 24 horas foi de 118,8 mm (em 30 de dezembro de 2008), e a menor umidade relativa do ar (URA) foi de 11% (em 19 de agosto de 2010).
| Dados climatológicos para Pontes e Lacerda                                                                 | Dados climatológicos para Pontes e Lacerda | Dados climatológicos para Pontes e Lacerda | Dados climatológicos para Pontes e Lacerda | Dados climatológicos para Pontes e Lacerda | Dados climatológicos para Pontes e Lacerda | Dados climatológicos para Pontes e Lacerda | Dados climatológicos para Pontes e Lacerda | Dados climatológicos para Pontes e Lacerda | Dados climatológicos para Pontes e Lacerda | Dados climatológicos para Pontes e Lacerda | Dados climatológicos para Pontes e Lacerda | Dados climatológicos para Pontes e Lacerda | Dados climatológicos para Pontes e Lacerda |
| Mês | Jan                                        | Fev                                        | Mar                                        | Abr                                        | Mai                                        | Jun                                        | Jul                                        | Ago                                        | Set                                        | Out                                        | Nov                                        | Dez                                        | Ano                                        |
| --- | ------------------------------------------ | ------------------------------------------ | ------------------------------------------ | ------------------------------------------ | ------------------------------------------ | ------------------------------------------ | ------------------------------------------ | ------------------------------------------ | ------------------------------------------ | ------------------------------------------ | ------------------------------------------ | ------------------------------------------ | ------------------------------------------ |
| Temperatura máxima recorde (°C)                                                                            | 37,7                                       | 36,8                                       | 36,9                                       | 37,6                                       | 35,6                                       | 35,7                                       | 37,8                                       | 40,3                                       | 40,6                                       | 40,5                                       | 38,5                                       | 38,1                                       | 40,6                                       |
| Temperatura mínima recorde (°C)                                                                            | 17                                         | 18,4                                       | 16                                         | 12,6                                       | 7,3                                        | 9,7                                        | 7,2                                        | 7,5                                        | 10,9                                       | 14,6                                       | 15,8                                       | 13,3                                       | 7,2                                        |
| Fonte: Instituto Nacional de Meteorologia (INMET) (recordes absolutos de temperatura: 29/01/2008-presente) |                                            |                                            |                                            |                                            |                                            |                                            |                                            |                                            |                                            |                                            |                                            |                                            |                                            |

## Política
O primeiro prefeito de Pontes e Lacerda foi Gercino Rodrigues de Souza, conduzido ao cargo através de nomeação e tomando posse em 14 de fevereiro de 1981.

### Administração
- Prefeito: Alcino Pereira Barcelos (2017-2024)
- Vice-Prefeito: Wilson Joaquim Moreira

## Economia
No princípio da colonização, a economia de Pontes e Lacerda tinha como base a extração da poaia e de peles de animais silvestres. Do final da década de 1960 até a década de 1980, o foco esteve na extração de madeira, principalmente o mogno e a cerejeira. Nesse período, alguns madeireiros enriqueceram, compraram terras, bovinos e edificações. Já no final da década de 1980 e no início da década de 1990, a região foi alvo do garimpo do ouro.
Atualmente, Pontes e Lacerda tem como base a produção de leite e a criação de bovinos de corte, sendo o 4° município do MT em criação de gado (700.000 cabeças). Além disso, também é reconhecido pela produção de látex de seringueira (heveicultura), ovinocultura e piscicultura. Pontes e Lacerda tem dois frigoríficos de abate de bovinos e três laticínios, uma usina de biodiesel está para ser implantada.

### Expoeste
Pontes e Lacerda é uma cidade de economia forte, que se destaca no agronegócio Brasileiro. Ocupa o quarto lugar na produção de bovino de leite e de corte no estado de Mato Grosso. É uma das maiores exportadoras de carne do Estado, e está entre as primeiras colocações no ranking de genética bovina do Brasil. Em meio ao agronegócio Pontes e Lacerda possui uma grande tradição: A Expoeste, maior evento social da cidade. Palco de grandes emoções e de grande reconhecimento nacional, o que dá o título ao município de “Capital do rodeio mato-grossense”.

## Canais de TV
- TV Cidade Verde - Canal 4 (Retransmissora da capital)
- TV Centro Oeste - SBT - Canal 6 (TV Local)
- TV Guaporeí - Rede Record - Canal 8 (TV Local)
- TV Centro América - Rede Globo - Canal 10 (Retransmissora da capital)
- TV Portal da Amazônia - RedeTV! - Canal 12 (TV Local)

## Emissoras de Rádio
- Continental FM de Pontes e Lacerda - 95,9
- Rádio Comunitária Cidade FM - 104,90
- Rádio Jornal FM 105,7

## Operadoras de telefonia celular
- VIVO
- TIM
- Claro
- Oi

## Agências bancárias
- Caixa Econômica Federal
- Bradesco
- Banco do Brasil
- SICOOB
- Sicredi
- Santander

## Religião
Religião no Município de Pontes e Lacerda segundo o censo de 2010.
| Religião       | %    |
| -------------- | ---- |
| Catolicismo    | 54,5 |
| Protestantismo | 30,3 |
| Outras         | 5,1  |
| Sem religião   | 10,1 |

## Últimos prefeitos eleitos
| Ano  | Prefeito        | Partido      | Votos  | %     | Ref    |
| ---- | --------------- | ------------ | ------ | ----- | ------ |
| 2004 | Newton Miotto   | PP           | 10.867 | 55,59 | [ 13 ] |
| 2008 | Newton Miotto   | PP           | 13.282 | 64,54 | [ 14 ] |
| 2012 | Donizete da Len | PPS          | 14.572 | 66,75 | [ 15 ] |
| 2016 | Alcino Barcelos | PRB          | 11.817 | 56,69 | [ 16 ] |
| 2020 | Alcino Barcelos | REPUBLICANOS | 16.761 | 80,78 | [ 17 ] |